# ATP World Tour Finals 2016
El Barclays ATP World Tour Finals 2016, també anomenada Copa Masters masculina 2016, és l'esdeveniment que tanca la temporada 2016 de tennis en categoria masculina. La 47a edició en individual i la 41a en dobles es van celebrar sobre pista dura entre el 14 i el 20 de novembre de 2016 al The O2 arena de Londres, Regne Unit.
El tennista escocès Andy Murray va posar el colofó a la seva millor temporada de la seva carrera que el portà al número 1 del rànquing individual. Aquest fou el novè títol de la temporada i el primer ATP World Tour Finals del seu palmarès. Murray va estrenar el número 1 dues setmanes abans i amb el seu rival a la final, el serbi Novak Đoković, es disputaven aquest lloc pel final de la temporada. Murray va acabar l'any amb la 24ena victòria consecutiva que li van permetre guanyar cinc títols durant els dos darrers mesos de la temporada. Đoković havia estat el número 1 des de principi d'any i lluitava per aconseguir aquest títol per cinquena ocasió consecutiva. La parella formada pel finlandès Henri Kontinen i l'australià John Peers van guanyar el títol més important de la seva carrera i el cinquè de la seva primera temporada com a equip.

## Individual

### Classificació
| Núm. | Tennista                 | Grand Slam | Grand Slam | Grand Slam | Grand Slam | Masters 1000 | Masters 1000 | Masters 1000 | Masters 1000 | Masters 1000 | Masters 1000 | Masters 1000 | Masters 1000 | Altres millors resultats | Altres millors resultats | Altres millors resultats | Altres millors resultats | Altres millors resultats | Altres millors resultats | Punts  | Torn. |
| ---- | ------------------------ | ---------- | ---------- | ---------- | ---------- | ------------ | ------------ | ------------ | ------------ | ------------ | ------------ | ------------ | ------------ | ------------------------ | ------------------------ | ------------------------ | ------------------------ | ------------------------ | ------------------------ | ------ | ----- |
| Núm. | Tennista                 | AUS        | RG         | WIM        | USO        | INW          | MIA          | MAD          | ROM          | CAN          | CIN          | XAN          | PAR          | 1                        | 2                        | 3                        | 4                        | 5                        | 6                        | Punts  | Torn. |
| 1    | Andy Murray 08/07/2016   | F 1200     | F 1200     | G 2000     | QF 360     | R32 45       | R32 45       | F 600        | G 1000       | A 0          | F 600        | G 1000       | G 1000       | G 500                    | G 500                    | G 500                    | SF 360                   | CD 275                   |                          | 11.185 | 16    |
| 2    | Novak Đoković 02/06/2016 | G 2000     | G 2000     | R32 90     | F 1200     | G 1000       | G 1000       | G 1000       | F 600        | G 1000       | A            | SF 360       | QF 180       | G 250                    | QF 90                    | R32 10                   |                          |                          |                          | 10.780 | 14    |
| 3    | Stan Wawrinka 12/09/2016 | R16 180    | SF 720     | R64 45     | G 2000     | R16 90       | R64 10       | R64 10       | R16 90       | SF 360       | R16 90       | R16 90       | R32 10       | G 500                    | G 250                    | G 250                    | QF 180                   | F 150                    | QF 90                    | 5.115  | 19    |
| 4    | Milos Raonic 09/10/2016  | SF 720     | R16 180    | F 1200     | R64 45     | F 600        | QF 180       | QF 180       | R32 45       | QF 180       | SF 360       | R16 90       | SF 360       | F 300                    | G 250                    | SF 180                   | QF 180                   |                          |                          | 5.050  | 18    |
| 5    | Kei Nishikori 12/10/2016 | QF 360     | R16 180    | R16 180    | SF 720     | QF 180       | F 600        | SF 360       | SF 360       | F 600        | R16 90       | A 0          | R16 90       | F 300                    | F 300                    | G 250                    | R16 45                   | R16 45                   | QF 45                    | 4.705  | 19    |
| 6    | Gaël Monfils 27/10/2016  | QF 360     | A 0        | R128 10    | SF 720     | QF 180       | QF 180       | R32 45       | R64 10       | SF 360       | R16 90       | R16 90       | A 0          | F 600                    | G 500                    | F 300                    | SF 180                   |                          |                          | 3.625  | 16    |
| 7    | Marin Čilić 03/11/2016   | R32 90     | R128 10    | QF 360     | R32 90     | QF 180       | R32 45       | A 0          | A 0          | R32 10       | G 1000       | R32 10       | SF 360       | G 500                    | SF 180                   | SF 180                   | F 150                    | F 150                    | QF 90                    | 3.450  | 17    |
| −    | Rafael Nadal             | R128 10    | R32 90     | A 0        | R16 180    | SF 360       | R64 10       | SF 360       | QF 180       | A 0          | R16 90       | R32 10       | A 0          | G 1000                   | G 500                    | SF 180                   | F 150                    | QF 90                    | SF 90                    | 3.300  | 15    |
| 8    | Dominic Thiem 04/11/2016 | R32 90     | SF 720     | R64 45     | R16 180    | R16 90       | R16 90       | R64 10       | QF 180       | R32 10       | QF 180       | A 0          | R32 10       | G 500                    | G 250                    | G 250                    | G 250                    | SF 180                   | SF 180                   | 3.215  | 18    |
| −    | Tomáš Berdych            | QF 360     | QF 360     | SF 720     | A 0        | R16 90       | QF 180       | QF 180       | R16 90       | QF 180       | R16 90       | R32 10       | QF 180       | G 250                    | QF 90                    | SF 90                    | SF 90                    | SF 90                    | R32 10                   | 3.060  | 18    |
| S1   | David Goffin             | R16 180    | QF 360     | R16 180    | R128 10    | SF 360       | SF 360       | R64 10       | QF 180       | R16 90       | R32 45       | QF 180       | R16 90       | F 300                    | R16 90                   | QF 90                    | SF 90                    | SF 90                    | CD 75                    | 2.780  | 20    |
| −    | Jo-Wilfried Tsonga       | R16 180    | R32 90     | QF 360     | QF 360     | QF 180       | R32 45       | R16 90       | A 0          | A 0          | R16 90       | QF 180       | QF 180       | SF 360                   | F 300                    | SF 90                    | QF 45                    |                          |                          | 2.550  | 15    |
| −    | Nick Kyrgios             | R32 90     | R32 90     | R16 180    | R32 90     | R64 10       | SF 360       | QF 180       | R16 90       | R64 10       | R32 45       | R32 45       | A 0          | G 500                    | G 250                    | G 250                    | SF 180                   | SF 90                    |                          | 2.460  | 17    |
| S2   | Roberto Bautista Agut    | R16 180    | R16 180    | R32 90     | R32 90     | R32 45       | R16 90       | R16 90       | R32 45       | A 0          | R64 10       | F 600        | R32 10       | G 250                    | G 250                    | F 150                    | R16 90                   | QF 90                    | QF 90                    | 2.350  | 19    |

### Fase de grups

#### GrupJohn McEnroe
| CS | Jugador       | A. Murray        | S. Wawrinka    | K. Nishikori     | M. Čilić       | V − D | Sets  | Jocs    | Pos. |
| 1  | Andy Murray   |                  | 6−4, 6−2       | 6−7(9), 6−4, 6−4 | 6−3, 6−2       | 3 − 0 | 6 − 1 | 42 − 26 | 1    |
| 3  | Stan Wawrinka | 4−6, 2−6         |                | 2−6, 3−6         | 7−6(3), 7−6(3) | 1 − 2 | 2 − 4 | 25 − 36 | 3    |
| 5  | Kei Nishikori | 7−6(9), 4−6, 4−6 | 6−2, 6−3       |                  | 6−3, 2−6, 3−6  | 1 − 2 | 4 − 4 | 38 − 38 | 2    |
| 7  | Marin Čilić   | 3−6, 2−6         | 6−7(3), 6−7(3) | 3−6, 6−2, 6−3    |                | 1 − 2 | 2 − 5 | 32 − 37 | 4    |

#### GrupIvan Lendl
| CS   | Jugador                   | N. Đoković        | M. Raonic          | G. Monfils D. Goffin    | D. Thiem                | V − D       | Sets        | Jocs           | Pos. |
| 2    | Novak Đoković             |                   | 7−6(6), 7−6(5)     | 6−1, 6−2 (Goffin)       | 6−7(10), 6−0, 6−2       | 3 − 0       | 6 − 1       | 44 − 24        | 1    |
| 4    | Milos Raonic              | 6−7(6), 6−7(5)    |                    | 6−3, 6−4 (Monfils)      | 7−6(5), 6−3             | 2 − 1       | 4 − 2       | 37 − 30        | 2    |
| 6 S1 | Gaël Monfils David Goffin | 1−6, 2−6 (Goffin) | 3−6, 4−6 (Monfils) |                         | 3−6, 6−1, 4−6 (Monfils) | 0 − 2 0 − 1 | 1 − 4 0 − 2 | 20 − 25 3 − 12 | − 4  |
| 8    | Dominic Thiem             | 7−6(10), 0−6, 2−6 | 6−7(5), 3−6        | 6−3, 1−6, 6−4 (Monfils) |                         | 1 − 2       | 3 − 5       | 31 − 44        | 3    |

### Fase final
|  | Semifinals | Semifinals    | Semifinals    | Semifinals | Semifinals |               |   | Final       | Final | Final | Final | Final |
|  |            |               |               |            |            |               |   |             |       |       |       |       |
|  | 1          | Andy Murray   | 5             | 7          | 7          |               |   |             |       |       |       |       |
|  | 4          | Milos Raonic  | 7             | 6⁵         | 6⁹         |               |   |             |       |       |       |       |
|  | 4          | Milos Raonic  | 7             | 6⁵         | 6⁹         |               | 1 | Andy Murray | 6     | 6     |       |       |
|  |            |               |               |            |            |               | 1 | Andy Murray | 6     | 6     |       |       |
|  |            | 2             | Novak Đoković | 3          | 4          |               |   |             |       |       |       |       |
|  | 5          | 2             | Novak Đoković | 3          | 4          | Kei Nishikori | 1 | 1           |       |       |       |       |
|  | 5          |               |               |            |            | Kei Nishikori | 1 | 1           |       |       |       |       |
|  | 2          | Novak Đoković | 6             | 6          |            |               |   |             |       |       |       |       |

## Dobles

### Classificació
| Rq | Equips                                         | Millors resultats | Millors resultats | Millors resultats | Millors resultats | Millors resultats | Millors resultats | Millors resultats | Millors resultats | Millors resultats | Millors resultats | Millors resultats | Millors resultats | Millors resultats | Millors resultats | Millors resultats | Millors resultats | Millors resultats | Millors resultats | Punts | Torn. |
| Rq | Equips                                         | 1                 | 2                 | 3                 | 4                 | 5                 | 6                 | 7                 | 8                 | 9                 | 10                | 11                | 12                | 13                | 14                | 15                | 16                | 17                | 18                | Punts | Torn. |
| -- | ---------------------------------------------- | ----------------- | ----------------- | ----------------- | ----------------- | ----------------- | ----------------- | ----------------- | ----------------- | ----------------- | ----------------- | ----------------- | ----------------- | ----------------- | ----------------- | ----------------- | ----------------- | ----------------- | ----------------- | ----- | ----- |
| 1  | Pierre-Hugues Herbert Nicolas Mahut 16/07/2016 | G 2000            | G 1000            | G 1000            | G 1000            | SF 720            | F 600             | G 500             | SF 360            | R16 180           | QF 180            | F 150             | R32 90            | QF 45             |                   |                   |                   |                   |                   | 7.825 | 13    |
| 2  | Jamie Murray Bruno Soares 05/09/2016           | G 2000            | G 2000            | F 600             | F 600             | QF 360            | G 250             | R16 180           | QF 180            | QF 180            | QF 180            | QF 180            | SF 180            | QF 90             | QF 90             | QF 90             | SF 90             |                   |                   | 7.250 | 19    |
| 3  | Bob Bryan Mike Bryan 05/09/2016                | F 1200            | G 1000            | G 500             | QF 360            | QF 360            | SF 360            | SF 360            | SF 360            | G 250             | R16 180           | QF 180            | QF 180            | QF 180            | QF 180            | SF 180            | SF 180            | SF 180            | F 150             | 6.340 | 22    |
| 4  | Feliciano López Marc López                     | G 2000            | SF 720            | SF 360            | F 300             | G 250             | QF 180            | QF 180            | SF 180            | R32 90            | R16 90            | QF 90             |                   |                   |                   |                   |                   |                   |                   | 4.440 | 17    |
| 5  | Henri Kontinen John Peers 31/10/2016           | G 1000            | F 600             | G 500             | QF 360            | G 250             | G 250             | QF 180            | QF 180            | QF 180            | SF 180            | SF 180            | SF 180            | R32 90            | R32 90            | R32 90            |                   |                   |                   | 4.310 | 23    |
| 6  | Ivan Dodig Marcelo Melo 15/10/2016             | G 1000            | G 1000            | SF 720            | SF 360            | SF 360            | R16 180           | R16 180           | F 150             | R16 90            | QF 90             |                   |                   |                   |                   |                   |                   |                   |                   | 4.130 | 14    |
| 7  | Raven Klaasen Rajeev Ram 27/10/2016            | SF 720            | F 600             | G 500             | QF 360            | F 300             | G 250             | QF 180            | QF 180            | F 150             | R32 90            | R32 90            | R16 90            | QF 90             | SF 90             |                   |                   |                   |                   | 3.690 | 22    |
| 8  | Treat Huey Max Mirnyi 03/11/2016               | SF 720            | G 500             | QF 360            | SF 360            | R16 180           | QF 180            | QF 180            | SF 180            | R16 90            | R16 90            | QF 90             | SF 90             | SF 90             | QF 45             |                   |                   |                   |                   | 3.155 | 22    |
| −  | Jean-Julien Rojer Horia Tecău                  | G 1000            | F 600             | QF 360            | R16 180           | SF 180            | SF 180            | R32 90            | QF 90             | QF 90             | SF 90             |                   |                   |                   |                   |                   |                   |                   |                   | 2.860 | 17    |
| S  | Juan Sebastián Cabal Robert Farah              | G 500             | SF 360            | G 250             | G 250             | G 250             | R16 180           | SF 180            | SF 180            | F 150             | R32 90            | R16 90            | QF 90             |                   |                   |                   |                   |                   |                   | 2.570 | 23    |

### Fase de grups

#### Grup Fleming/McEnroe
| CS | Jugador                             | P-H. Herbert N. Mahut | F. López M. López | H. Kontinen J. Peers | R. Klaasen R. Ram | V − D | Sets  | Jocs    | Pos. |
| 1  | Pierre-Hugues Herbert Nicolas Mahut |                       | 5−7, 7−5, [8−10]  | 7−6(5), 4−6, [4−10]  | 5−7, 4−6          | 0 − 3 | 2 − 6 | 32 − 39 | 4    |
| 4  | Feliciano López Marc López          | 7−5, 5−7, [10−8]      |                   | 3−6, 6−7(7)          | 3−6, 6−7(8)       | 1 − 2 | 2 − 5 | 30 − 38 | 3    |
| 5  | Henri Kontinen John Peers           | 6−7(5), 6−4, [10−4]   | 6−3, 7−6(7)       |                      | 6−3, 6−4          | 3 − 0 | 6 − 1 | 38 − 27 | 1    |
| 7  | Raven Klaasen Rajeev Ram            | 7−5, 6−4              | 6−3, 7−5(8)       | 3−6, 4−6             |                   | 2 − 1 | 4 − 2 | 33 − 29 | 2    |

#### Grup Edberg/Jarryd
| CS | Jugador                   | J. Murray B. Soares | B. Bryan M. Bryan | I. Dodig M. Melo | T. Huey M. Mirnyi | V − D | Sets  | Jocs    | Pos. |
| 2  | Jamie Murray Bruno Soares |                     | 6−3, 6−4          | 6−3, 3−6, [10−6] | 6−4, 7−5          | 3 − 0 | 6 − 1 | 35 − 25 | 1    |
| 3  | Bob Bryan Mike Bryan      | 3−6, 4−6            |                   | 7−6(3), 6−0      | 6−4, 6−4          | 2 − 1 | 4 − 2 | 32 − 26 | 2    |
| 6  | Ivan Dodig Marcelo Melo   | 3−6, 6−3, [6−10]    | 6−7(3), 0−6       |                  | 7−5, 6−4          | 1 − 2 | 3 − 4 | 28 − 32 | 3    |
| 8  | Treat Huey Max Mirnyi     | 4−6, 5−7            | 4−6, 4−6          | 5−7, 4−6         |                   | 0 − 3 | 0 − 6 | 26 − 38 | 4    |

### Fase final
|  | Semifinals | Semifinals                | Semifinals               | Semifinals | Semifinals |     |                           | Final | Final | Final | Final | Final |
|  |            |                           |                          |            |            |     |                           |       |       |       |       |       |
|  | 5          | Henri Kontinen John Peers | 7                        | 6          |            |     |                           |       |       |       |       |       |
|  | 3          | Bob Bryan Mike Bryan      | 6²                       | 4          |            |     |                           |       |       |       |       |       |
|  | 3          | Bob Bryan Mike Bryan      | 6²                       | 4          |            | 5   | Henri Kontinen John Peers | 2     | 6     | [10]  |       |       |
|  |            |                           |                          |            |            | 5   | Henri Kontinen John Peers | 2     | 6     | [10]  |       |       |
|  |            | 7                         | Raven Klaasen Rajeev Ram | 6          | 1          | [8] |                           |       |       |       |       |       |
|  | 7          | 7                         | Raven Klaasen Rajeev Ram | 6          | 1          | [8] | Raven Klaasen Rajeev Ram  | 6     | 6     |       |       |       |
|  | 7          |                           |                          |            |            |     | Raven Klaasen Rajeev Ram  | 6     | 6     |       |       |       |
|  | 2          | Jamie Murray Bruno Soares | 1                        | 4          |            |     |                           |       |       |       |       |       |